# Le Mesnil-Fuguet
Le Mesnil-Fuguet ist eine französische Gemeinde mit 197 Einwohnern (Stand 1. Januar 2022) im Département Eure in der Region Normandie (vor 2016 Haute-Normandie). Sie gehört zum Arrondissement Évreux und zum Kanton Le Neubourg.

## Geographie
Le Mesnil-Fuguet liegt etwa sieben Kilometer nordnordwestlich des Stadtzentrums von Évreux. Umgeben wird Le Mesnil-Fuguet von den Nachbargemeinden Tourneville im Norden, Saint-Germain-des-Angles im Osten, Aviron im Süden, Saint-Martin-la-Campagne im Südwesten und Westen sowie Sacquenville im Westen und Nordwesten.

## Bevölkerungsentwicklung
| Jahr                       | 1962 | 1968 | 1975 | 1982 | 1990 | 1999 | 2006 | 2019 |
| Einwohner                  | 63   | 72   | 145  | 179  | 195  | 203  | 198  | 177  |
| Quellen: Cassini und INSEE |      |      |      |      |      |      |      |      |

## Sehenswürdigkeiten
- Kirche Saint-Aubin, 1861 erbaut